# Manduca brunalba
Manduca brunalba, là một loài bướm đêm thuộc họ Sphingidae. M. brunalba gặp ở Brasil.